# 活雅倫
活雅倫（英語：Alan Eustace Wood，1884年3月1日—1958年5月17日），英國殖民地官員，1926年至1930年出任教育司，並於1933年至1934年出任華民政務司。活雅倫於1907年以官學生身份加入香港政府，曾經擔任北約理民官，亦長期於華民政務司署工作。1925年，他以副華民政務司身份協助處理省港大罷工。教育司任內，他曾提倡改革香港大學中文科，又曾處理學校學費和學校校服事宜。至於華民政務司任內，活雅倫曾處理賣淫活動的問題，並表示逐步封禁是最適宜做法。

## 早年生涯
1884年3月1日，活雅倫出生於英國紹斯波特，是約翰·威廉·伍德（John William Wood）和艾米麗·奧古斯塔·阿什林（Emily Augusta Ashlin）之兒子。他早年入讀利物浦學院，之後負笈牛津大学大學學院，以一級榮譽畢業。

## 殖民地生涯
大學畢業後，活雅倫於1907年以官學生身份加入香港政府。任職政府初期，他曾經署任助理總登記官以及新界理民官職位。1912年，活雅倫通過客家話考試，隨後被派往華民政務司署工作。1918年，他被派往日本學習日語，並於同年通過日語考試。1920年至1923年間，活雅倫多次獲委任為北約理民官以及首席助理華民政務司，更於1923年署任華民政務司一職，並於翌年獲委任為立法行政兩局議員。1925年，他曾經協助處理省港大罷工，包括要求陳炯明迫使罷工海員復工以及協助解決物資供應緊張問題。活雅倫之後更與英駐廣州副領事一同會見海員代表蘇兆征等人。
翌年，他獲委任為教育司。在教育司任內，香港首間政府中文中學官立漢文學校開課。另外，香港大學文學院開設教育課程，由精通教育的教授授課，以培訓更多老師。1926年，活雅倫提出改革香港大學中文科。他認為前任教育司庵美已有此計劃，而教授漢文科時數亦太少，令學生無法掌握漢文知識。於是，他與學者區大典以及賴際熙會面，商討改革中文科事宜。他們認為，大學應該專門聘用教授，不應由現任教授兼教。另外，他們認為學生須通過英文與中文考試，才可畢業。而活雅倫亦認為，改革中文教育須由中學中文科下手，透過提高中文科難度，以令學生適應大學中文教育。
1927年，教育司署宣布增加官立中學學費，通告一出後隨即被市民批評加費原因不清晰。活雅倫隨後解釋，高中部分科目需要較多資源，故此提高高中學費實屬合理。但新界學校有教育鄉村學童之用，故不增加其學費。另外，他亦就著學校校服發表意見，認為引入學校校服實屬美事，但他亦表示教育司署只管轄官立學校，對於私立學校則難以插手規管。此外，他擔心統一制服會令學生認為自己像軍人，認為這是不樂見的。雖然活雅倫對學校制服一事上有所顧慮，但他表示會再加研究。
1930年，活雅倫被調至華民政務司署。任內，他為妹仔登記，最終登記的妹仔約有4000個。他表示妹仔數字比1921年的8653人少一倍，但他認為數字並沒有與其他女性傭工數字分開，以及有富有人家將妹仔歸還予其原來的家庭，以逃過政府的登記，令數字準確性減少。1933年，活雅倫接替退休的夏理德，出任華民政務司。活雅倫就任華民政務司之時，政府曾暗示活雅倫將於翌年退休，雖然羅旭龢曾挽留他，但無功而回。早於1932年，港督貝璐宣布禁絕賣淫活動，勒令西洋和東洋妓女須於6月30日前另覓工作，而華人妓女須於1935年前轉業；並停止發放新的妓女牌照，亦不准續領牌照。活雅倫解釋政策時表示色情業從業者超過一萬人，如果立即取締，妓女們必將流離失所，而政府亦無法於短時間内救濟她們。相反，逐漸施禁令她們會有較多時間另謀職業。結果，石塘咀最後一間妓院於1935年6月30日關閉，但色情業仍沒有被遏止。

## 晚年生活
1934年，活雅倫退休歸國。他退休之時，其好友以及華人領袖均有為他舉行歡送會。他離港當天，更受各界人士歡送，華民政務司署以及警隊亦分別派出更練和警察於碼頭歡送。活雅倫退休後居於英國倫敦，至1958年5月17日於當地逝世，終年74歲。